# Іловіца (комуна)
Іловіца (рум. Ilovița) — комуна у повіті Мехедінць в Румунії. До складу комуни входять такі села (дані про населення за 2002 рік):
- Іловіца (827 осіб)
- Бахна (471 особа)
- Мойсешть (130 осіб)

Комуна розташована на відстані 288 км на захід від Бухареста, 19 км на північний захід від Дробета-Турну-Северина, 148 км на південний схід від Тімішоари, 116 км на північний захід від Крайови.

## Населення
За даними перепису населення 2002 року у комуні проживали 1428 осіб. Усі жителі комуни рідною мовою назвали румунську.
Національний склад населення комуни:
| Національність | Кількість осіб | Відсоток |
| -------------- | -------------- | -------- |
| румуни         | 1427           | 99,9%    |
| серби          | 1              | 0,1%     |

Склад населення комуни за віросповіданням:
| Релігія        | Кількість осіб | Відсоток |
| -------------- | -------------- | -------- |
| православні    | 1427           | 99,9%    |
| греко-католики | 1              | 0,1%     |